# Kross-Selle Italia/1998
Deze pagina geeft een overzicht van de Kross-Selle Italia-wielerploeg in 1998.

## Algemeen
Sponsors: Kross (fietsmerk), Selle Italia (fietsmerk)
Ploegleiders: Gianni Savio, Antonio Castao, Fabio Becherini
Fietsen: Daccordi

## Renners
| Naam               | Geboortedatum | Nationaliteit | Ploeg 1997                           |
| ------------------ | ------------- | ------------- | ------------------------------------ |
| Javier Anaya       | 20-01-1972    | Colombia      | Neo                                  |
| Fortunato Baliani  | 06-07-1974    | Italië        | Stagiair                             |
| Jair Bernal        | 06-07-1971    | Colombia      | Loteria de Boyaca                    |
| Rafael Brand       | 17-04-1973    | Colombia      |                                      |
| Angelo Citracca    | 06-02-1969    | Italië        |                                      |
| Nelson Delgado     | 04-04-1977    | Colombia      | Neo                                  |
| Vladimir Forero    | 29-10-1977    | Colombia      | Neo                                  |
| Fulvio Frigo       | 22-03-1973    | Italië        |                                      |
| Marco Gili         | 07-11-1973    | Italië        |                                      |
| Simone Gobbini     | 29-11-1971    | Italië        | Neo                                  |
| César Goyeneche    | 26-08-1974    | Colombia      | Neo                                  |
| Álvaro Lozano      | 14-05-1964    | Colombia      |                                      |
| David McKenzie     | 06-08-1974    | Australië     |                                      |
| Gianpaolo Mondini  | 15-07-1972    | Italië        | Amore & Vita-Forzacore               |
| Simone Mori        | 23-04-1972    | Italië        |                                      |
| Gianluca Pierobon  | 02-03-1976    | Italië        | Batik-Del Monte                      |
| Jaime Pinzon       | 11-09-1973    | Colombia      |                                      |
| Tristan Priem      | 12-02-1976    | Australië     | Giant-Australian Institude of Sports |
| Vladimir Poelnikov | 07-06-1965    | Oekraïne      |                                      |
| Nelson Ramirez     | 10-06-1970    | Colombia      | Telecom-Flavia                       |
| Raúl Saavedra      | 27-09-1969    | Colombia      | Neo                                  |
| Fabio Trinci       | 22-03-1974    | Italië        | Stagiair                             |
| Romāns Vainšteins  | 03-03-1973    | Letland       | Polti                                |
| Marco Vergnani     | 13-07-1969    | Italië        | Amore & Vita-Forzacore               |
| Javier Zapata      | 16-10-1969    | Colombia      | Gobernacion de Antioquia             |

## Belangrijke overwinningen
Ronde van Táchira
9e etappe: César Goyeneche
12e etappe: Álvaro Lozano
Giro d'Oro
Angelo Citracca
GP Industria e Commercio Artigianato Carnaghese
Gianpaolo Mondini
1996 · 1997 · 1998 · 1999 · 2000 · 2001 · 2002 · 2003 · 2004 · 2005 · 2006 · 2007 · 2008 · 2009 · 2010 · 2011 · 2012 · 2013 · 2014 · 2015 · 2016 · 2017 · 2018 · 2019 · 2020 · 2021 · 2022